# Вампир (пьеса)
«Вампир» (фр. Le vampire) — драма в прозе французского писателя Александра Дюма-отца, написанная им совместно с Огюстом Маке. Впервые поставлена на сцене в 1851 году, опубликована в 1865 году.
Действие пьесы происходит в начале XIX века и начинается в испанском замке Торменар, где группа путешественников сталкивается с вампиром, а заканчивается на Кавказе. Сюжет основан на рассказе английского писателя Джона Полидори «Вампир» (1819), предыдущую переработку которого на французском языке создал Шарль Нодье. Александр Дюма-отец написал «Вампира» совместно со своим постоянным соавтором Огюстом Маке, и это произведение стало единственной в его творчестве фантастической драмой.
В отличие от большинства пьес Дюма, «Вампир» был опубликован не вскоре после театральной постановки (1851), а спустя 14 лет, в составе полного собрания его драматических произведений.